# Hôtel des Postes de Fontainebleau
L'hôtel des Postes, en forme longue ancienne hôtel des Postes et Télégraphes, est un bâtiment de la fin du XIXe siècle situé à Fontainebleau, en France. Il accueille le bureau de poste principal de la ville.

## Situation et accès
L'édifice est situé au croisement de la rue Denecourt et de la rue de la Chancellerie, dans le quartier du Centre de la ville de Fontainebleau, elle-même au sud-ouest du département de Seine-et-Marne. Un repère de nivellement placé près de la porte d'entrée, à 18 centimètres au-dessus de l'arête supérieure de la corniche de la façade, fait état d'une altitude de 78,305 mètres.

## Histoire

### Prémices
Le 23 mai 1892, le président de la République, Sadi Carnot, reçoit la Municipalité de Fontainebleau au palais de l'Élysée. Entre autres questions, il indique que l'édification du bâtiment, pour lequel il a signé le décret nécessaire, sera prochainement commencée.
Plusieurs jours après, dans une lettre datée du 10 juin 1892, le directeur général des Postes et des Télégraphes, Justin de Selves, informe ainsi le député de Seine-et-Marne, André Ouvré, sur l'avancement du projet :

« J'ai l'honneur de vous informer que, suivant un avis de l'administration des domaines, le terrain, destiné à la construction de l'hôtel des postes et télégraphes à Fontainebleau, sera remis ces jours-ci à mon administration, qui s'occupe en ce moment de préparer le projet dudit hôtel. »

— Justin de Selves
Le 22 février 1893, une convention est, en ce sens, signée entre « le ministre du Commerce, de l'Industrie et des Colonies [Jules Siegfried], agissant au nom et pour le compte de l'État » d'une part et « le maire de la ville de Fontainebleau [Léon Peclet], agissant au nom et pour le compte de cette ville, en vertu d'une délibération du conseil municipal en date du 26 août 1891, approuvée par le préfet de Seine-et-Marne [Jean Reboul], le 10 février 1893 » d'autre part. Elle comporte les articles suivants :

« Art. 1er. — La ville de Fontainebleau s'engage à faire construire un hôtel des Postes et des Télégraphes sur le terrain dont le plan est ci-annexé, dépendant du palais de Fontainebleau et situé dans le jardin de Diane, à l'angle de la place Dennecourt  [sic] et de la Chancellerie, lequel terrain a été affecté au ministère du Commerce et de l'Industrie (Service des postes et des télégraphes) par décret du 30 avril 1892.
Art.2. — Cet hôtel sera construit conformément aux plans et devis ci-annexés, approuvés par le maire et par le ministre du Commerce et de l'Industrie.
Les travaux seront dirigés par M. Boussard, architecte, qui a été chargé de préparer les plans et devis de l'édifice.
Un fonctionnaire de l'administration des Postes et Télégraphes sera désigné pour suivre et contrôler l'exécution des plans et devis et pour procéder à la réception des travaux.
La dépense est fixée à 169,459 fr. 31, montant du devis ci-joint, y compris les honoraires de l'architecte qui sont fixée à 5 p. 100 du montant des dépenses faites et réglées, la ville se réservant de prendre vis-à-vis des entrepreneurs telle mesure qu'elle jugera utile pour ne pas dépasser la dépense ci-dessus prévue.
Art. 3. — L'administration des Postes et des Télégraphes remboursera le montant total des frais de construction à la Ville de Fontainebleau en quarante annuités, qui seront égales à 8,654 fr. 75 ; ces annuités comprendront, en même temps que l'amortissement, l'intérêt fixé à 4 fr. 10 p. 100.
La première annuité sera exigible à partir de la date de la réception des travaux. Toutefois, l'administration se réserve la faculté d'anticiper ses payements et de solder en une ou plusieurs fois les sommes restant dues.
Art. 4. — Les travaux devront être entièrement achevés le 1er janvier 1894 au plus tard.
À partir de la date de leur réception, l'État deviendra propriétaire de l'immeuble.
La Ville justifiera par mémoires réglés d'une dépense en travaux de 169,459 fr. 31.
Art. 5. — La Ville de Fontainebleau s'engage à faire bénéficier l'administration des réductions de prix consenties ou à consentir par elle en faveur des établissements municipaux pour l'eau, le gaz et la lumière électrique consommés dans l'hôtel des Postes et des Télégraphes de Fontainebleau et dans ses dépendances.
Art. 6. — Les frais des présentes sont à la charge de la ville. »

### Construction
L'édifice est construit sur les plans de l'architecte Jean Boussard. Les travaux pour sa construction débutent le 28 août 1893. À partir du 31 août, le terrain — ancienne partie du jardin de Diane du château — est dégagé par des bûcherons qui abattent les arbres s'y trouvant. Tout comme pour l'hôtel de la Caisse d'épargne, le président de la République, Sadi Carnot, alors qu'il séjourne fréquemment à Fontainebleau, est sollicité par les élus pour une cérémonie mais décline toutefois ces invitations ; en effet, il se rend dans ces environs pour y trouver repos.
La terrasse et les fondations sont mises en place très rapidement. Début novembre 1893, le mur de clôture sur le jardin de Diane est assez avancé, on s'apprête à attaquer le gros œuvre et les pierres d'assises sont déjà en partie apportées. On prépare alors la cérémonie de la première pierre, avant l'interruption hivernale des travaux. Bien que cette première pierre soit effectivement posée en 1893, la cérémonie n'a pas lieu puisque, malgré la demande de l'architecte, le conseil municipal la décline dans sa séance du 15 novembre réservant les célébrations pour une inauguration. En décembre 1893, la façade principale est entamée mais les différents reliefs ne sont pas encore sculptés. Fin printemps 1894, la construction s'avance rapidement : la couverture est alors presque entièrement terminée et la sculpture bien engagée. À ce moment, les trois poteaux en fer destinés à recevoir tous les fils téléphoniques et télégraphiques sont déjà installés.

### Remise à l'État
Les boîtes aux lettres sont ouvertes durant le mois de novembre 1894. Le 29 du même mois a lieu la remise du monument à l'État, en présence de l'adjoint Weber, de la commission des bâtiments du conseil municipal de Fontainebleau, d'une commission composée du directeur des Postes de Seine-et-Marne, des chefs des sections télégraphiques et téléphoniques de la région de Paris et un représentant de l'Administration centrale, sous la présidence de Caël, inspecteur général des postes et télégraphes de la 1re circonscription (père de Caël, garde général des forêts à Fontainebleau) ; également en présence de Jean Boussard, l'architecte du bâtiment, de Gillet, sous-inspecteur et Pierre, receveur des postes de la ville.

### Aménagements

#### Tourelles télégraphiques

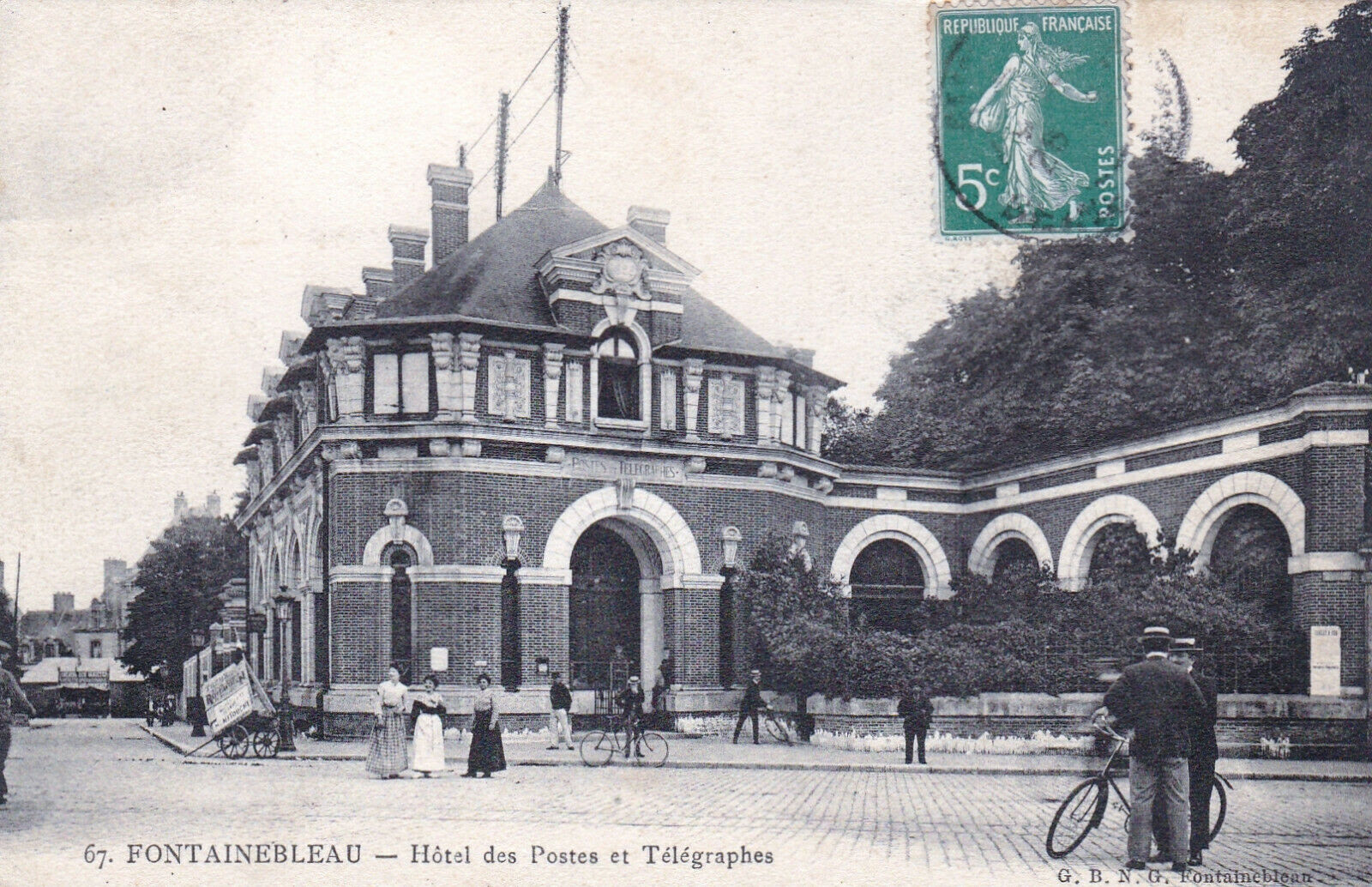
Le bâtiment au début du XXe siècle avec plusieurs antennes long-fil sur le toit.

Contrairement à d'autres édifices homologues qui incorporent des constructions en forme de tourelles pour les dispositifs recevant les fils télégraphiques ou téléphoniques, l'édifice de Fontainebleau se contente de trois poteaux en fer, placés sur son toit. À la suite de l'évolution des moyens de communication, ces poteaux ont été enlevés depuis.

#### Question de l'horloge

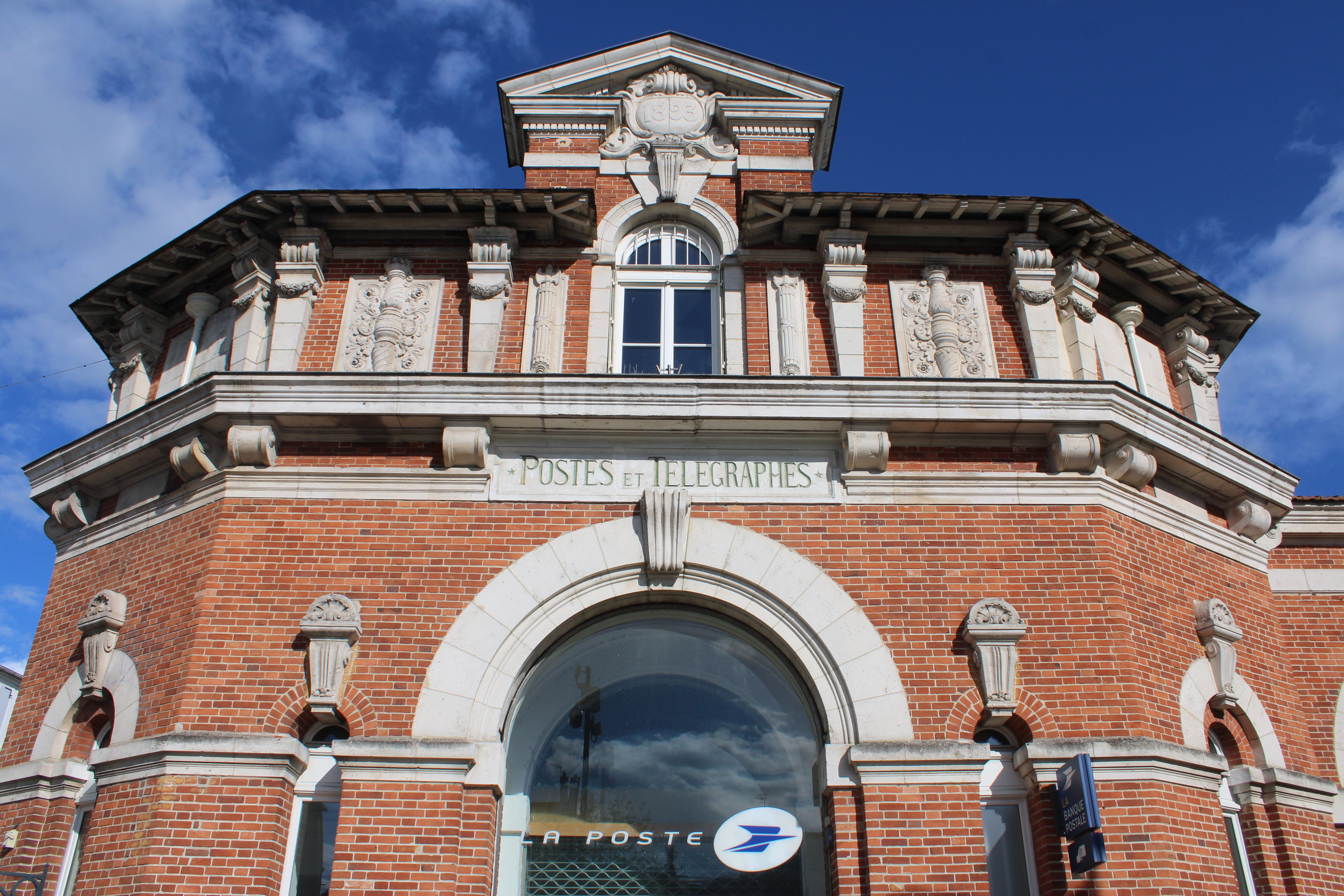
Vue en contre-plongée de la façade avec l'inscription « Postes et Télégraphes » au-dessus de l'entrée et la lucarne décorée encore au-dessus, photographiées en mai 2021.

Dans son numéro du 22 décembre 1893, l'hebdomadaire local L'Abeille de Fontainebleau écrit la constatation que « nombre de personnes se préoccupent de l'absence d'horloge sur les plans du nouvel hôtel des Postes » en indiquant que « jamais l'indication de l'heure ne fut plus nécessaire que sur un hôtel des Postes, tout comme sur une gare ou bien d'autres établissements publics ». La rédaction du journal propose alors de modifier les plans et d'insérer le cadran dans le tympan de la lucarne décorée, qui, à cette époque, n'est pas encore sculpté. Presque un an plus tard, dans le numéro du 15 novembre 1894, après avoir fourni une description du bâtiment, la Rédaction s'attarde sur cette question en affirmant : « Reste l'horloge extérieur, nous l'obtiendrons sans aucun doute. Et alors tout sera parfait. ». Mais ne voyant aucune avancée de ce côté, elle réitère son interrogation dans son numéro du 30 novembre en ces termes : « Et l'horloge, où sera-t-elle ? Sera-t-elle, même ? ». Poursuivant finalement dans le numéro du 7 décembre, elle avance que l'horloge « ne sera peut-être pas placée du tout », tout en y proclamant « La France est si pauvre... ». Malgré cette préoccupation constante, une telle horloge n'est finalement pas installée.
Le même journal réitère dans son numéro du 3 mai 1907 où un inventaire des horloges publiques est dressé : « nous persistons à répéter qu'il manque une horloge à l'hôtel des Postes ». Puis, remet cette question au goût du jour dans son numéro du 21 mai 1926, soit plus de 32 ans plus tard, relatant le décalage qui existe entre les délais de la poste calés sur l'heure donnée par la tour Eiffel et les usagers qui se réfèrent aux horloges de l'église et de l'hôtel de ville. La Rédaction argue alors : « puisque l'Administration est si moderne, elle pourrait au moins, offrir au bureau de poste de Fontainebleau une horloge extérieure ». Cependant, aucun dispositif ne voit le jour.

#### Suggestions en 1910
Lors de la prise de direction du nouveau receveur des Postes, Espierre, L'Abeille de Fontainebleau en profite pour relayer des problèmes et suggestions du public pour l'amélioration du service :

« 

1. La salle des pas perdus où le linoleum est troué et dans un tel état que le public doit faire des efforts d'équilibre pour ne pas tomber en s'approchant des guichets ;
2. L'état de malpropreté des salles dont les murs sont noircis par la fumée et la poussière qui s'est incrustée dans les murs ;
3. Le défaut d'éclairage général le soir ;
4. Le défaut de lumière dans la journée, notamment dans le bureau du receveur et dans les salles du télégraphe et du téléphone où les malheureux agents ne sont éclairés que par une toiture vitrée, laissant filtrer l'eau. Il serait pourtant bien facile de pratiquer, sur le jardin de Diane, des ouvertures donnant la lumière nécessaire ;
5. Le mauvais chauffage des salles ;
6. Les courants d'air si préjudiciables à la santé du public et des agents ;
7. La mauvaise installation des cabines téléphoniques qui laissent entendre les conversations privées et aussi le bruit du public qui attend à côté ;
8. La mauvaise installation du bureau du receveur, bureau qui n'est pas clos, et qui ne permet guère une discrète réclamation ou même une simple conservation sans que le public et les agents n'entendent ce qui se dit. »

### Extension

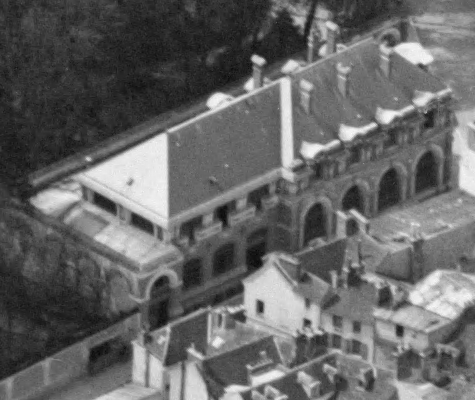
Vue aérienne de l'édifice avec extension, en avril 1935.

Une importante extension vers l'arrière de l'édifice est réalisée en 1925, sous la direction d'Albert-Louis Bray, architecte en chef du Palais de Fontainebleau depuis 1922.

### Travaux

#### Modernisation de l'accueil en 2017
À partir du 19 avril 2017, le bureau ferme pour des travaux d'une durée d'environ sept mois,. Le Réseau La Poste de Seine-et-Marne investit 1 070 000 euros dans ce chantier. Le service de presse du groupe affirme alors que ces travaux permettent « de mettre en place les principes du nouveau modèle d’accueil et de conseil du Réseau La Poste. Le nouveau bureau de poste deviendra un grand espace centré sur la personnalisation de l’accueil et du service ».
Le bureau rouvre le 16 novembre 2017. L'intérieur devient depuis plus ouvert et lumineux. L'espace réservé à La Banque postale se dote d'une salle d'attente spécifique favorisant ainsi plus de confidentialité pour les clients. L'entreprise a ainsi investi 857 000 euros pour la modernisation totale de l'accueil, permettant une prise en charge des clients dès la porte l'entrée.
Pendant ces travaux, une partie des services est alors transférée au bureau de poste de la commune voisine d'Avon et à la poste des Maréchaux, au 238 rue Grande, à Fontainebleau. Ce dernier bureau ferme dans la semaine du 8 octobre 2018, à la suite d'une faible fréquentation (moins de 50 personnes par jour), de services alors assurés en ligne et aussi à la suite de la réouverture du bureau de poste principal — l'hôtel des Postes — ; cette fermeture est partielle puisque ce bureau auxiliaire est transformé en relais. Mais finalement, en 2020, ce relais des Maréchaux devient la galerie d'art urbain Fontaineblow (jeu de mots avec Fontainebleau et le mot anglais « blow »).

#### Travaux en 2021

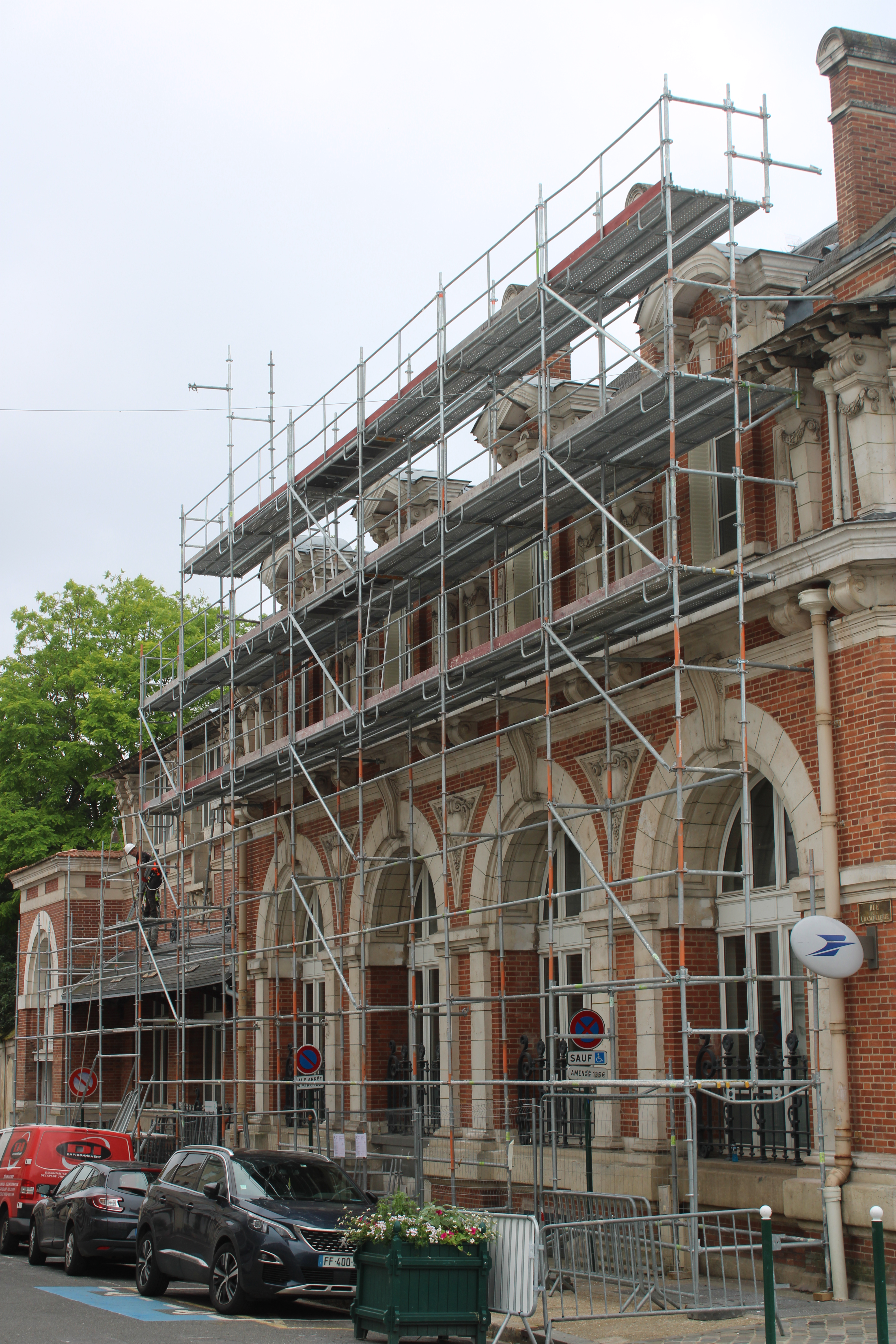
Échafaudage longeant la façade de la rue de la Chancellerie, en 06 2021.

En 2020, ce sont un aménagement de six logements et une réfection de la toiture qui sont prévus. Les travaux sont commencés en 2021.

## Structure
Le bâtiment est essentiellement composé de briques et de pierres.

## Représentations culturelles
- avril 2020 : La Poste par Thierry Hellouin de Ménibus, pastel sur papier épais. Vue depuis le trottoir d'en face, une queue se dresse pour rentrer dans l'édifice (probablement par respect d'une distanciation physique durant la pandémie de Covid-19).

### Ouvrages encyclopédiques
- [Flohic 2001] Jean-Luc Flohic, Le Patrimoine des communes de Seine-et-Marne, t. I, Paris, Flohic, mars 2001, 1re éd., 1 507 p. (ISBN 2-842-34100-7), Canton de Fontainebleau, « Fontainebleau », p. 568-580.

### Articles de périodiques
- Nouvelles annales de la construction, C. Béranger, 1893 (lire en ligne), planches 42-43